# Šetka
Šetka (en serbe cyrillique : Шетка) est un village de Serbie situé dans la municipalité de Ražanj, district de Nišava. Au recensement de 2011, il comptait 361 habitants.

## Démographie

### Évolution historique de la population
| 1948  | 1953  | 1961  | 1971 | 1981 | 1991 | 2002 | 2011 | 2022 |
| ----- | ----- | ----- | ---- | ---- | ---- | ---- | ---- | ---- |
| 1 080 | 1 135 | 1 059 | 942  | 744  | 582  | 471  | 361  | 268  |

|  |